# Machetá
Machetá es un municipio colombiano del departamento de Cundinamarca ubicado en la provincia de Almeidas, a 73 km al noreste de Bogotá, reconocido por su clima fresco e historia colonial. El municipio es conocido como la «Puerta de Oro del Valle de Tenza».
La extensión total del municipio es de 225 km². Se encuentra a una altitud media de 2.094 m s. n. m., con una temperatura media anual de 17.8 °C, y una población que ronda los 7.000 habitantes.
Machetá es un municipio con vocación turística, gastronómica y agroindustrial. Adicionalmente, cuenta con grandes escenarios naturales para la práctica de deportes al aire libre como el ciclomontañismo, la escalada en roca, el senderismo, entre otros. 
Entre los sitios turísticos más visitados del municipio son las aguas termales Los Volcanes y Nápoles, así como los hoteles con vistas panorámicas hacia las montañas y la naturaleza, con planes que incluyen recorridos guiados a bosques, lagunas y páramos, con una amplia biodiversidad vegetal y animal.
Adicionalmente, se destaca de manera especial la calidez, sencillez, hospitalidad y amabilidad de sus habitantes, lo cual es característico del Valle de Tenza.
El gobierno local se caracteriza por promover las actividades deportivas, el sentido de comunidad, el desarrollo productivo, el impulso al comercio, el cuidado de la naturaleza y la mejora de calidad de la vida de sus residentes. 

## Toponimia

### Origen lingüístico[5]
- Familia lingüística: Chibcha
- Lengua: Manta

### Significado
El topónimo Machetá deriva del muysc cubun (idioma muisca), y traduce «vuestra honrosa labranza», según el diccionario de Joaquín Acosta Ortegón. La palabra está formada por los vocablos muiscas ma, que es un prefijo de segunda persona que en este caso significa «vuestra», chie, que significa «honra», y ta, que significa «labranza», «huerta» o «sementera». En otra aproximación presenta los vocablos ma "tuyo, suyo", che-chie "luna, mes", ta "dominio, labranza". También se dice que chie significa "honra". 

### Origen / Motivación
Cuando se dio el proceso de fundación de poblados en la época de la Conquista, se tomó el nombre indígena Machetá.

## Economía
La principal actividad económica corresponde a la agricultura, seguida por el comercio local, la ganadería, el transporte, y la construcción.
Destacan los cultivos de papa, cebolla cabezona, arveja, maíz y café orgánico, además de la explotación pecuaria de ganado bovino con doble finalidad: carne y leche; también hay granjas avícolas y de cerdos. Cuando hay cosecha abundante de estos productos, el mercado se realiza el día domingo, inclusive desde el día sábado cuando la cosecha es abundante, esto en la plaza de mercado local. También se pueden encontrar cultivos de tomate, gulupa, fríjol, habichuela, yuca, remolacha, entre muchos otros.
El lunes de cada semana es el día de mercado, que tiene lugar en la plaza de mercado local. El ganado se vende igualmente el día lunes en la plaza de ferias.

## Cultura y Gastronomía
Machetá cuenta con una amplia variedad gastronómica que está influenciada por la cercanía con Boyacá. Se destacan entre otros platos como la trucha, la carne al caldero, el ajiaco tenzano, el cuchuco de trigo, el cocido boyacense, las papás y las yucas en diferentes presentaciones, los amasijos de maíz (destacándose las garullas, las arepas de maíz pelado asadas en laja, los tamales, los envueltos, pan de yuca, entre otros), la gallina campesina, los envueltos de arroz, los chicharrones de cuajada, las colaciones, el masato, las panelitas, y el queso campesino entre otras viandas deliciosas.
Desde las Alcaldías del municipio se ha impulsado continuamente para que los habitantes participen de actividades culturales, agrícolas o deportivas, y sean más responsables en su vida comunitaria y familiar. Aunque el campesinado de la región se ha caracterizado por su alto consumo de cerveza, lo cual afecta la salud y sus finanzas personales, y las relaciones con sus familiares y entorno, Machetá tiene una vocación diferenciada con menor consumo comparativo para proteger la juventud y mejorar la condición integral de sus habitantes. 
Turismo
Uno de los sitios turísticos más visitados del municipio son las aguas termales Los Volcanes y Nápoles, debido a sus propiedades curativas y el alivio de enfermedades reumáticas.
Machetá también cuenta con múltiples opciones para la práctica de escalada en roca natural, senderismo, ciclomontañismo, ciclismo, espeleología, así como deportes más tradicionales como el fútbol, fútbol sala, baloncesto y voleibol, entre otros. Así mismo, cuenta con una creciente oferta de hoteles y hostales con vistas panorámicas hacia las montañas y la naturaleza, y planes que incluyen recorridos guiados a bosques, lagunas y páramos vírgenes, con una amplia biodiversidad vegetal y animal.
Religión
Una parte significativa del pueblo machetuno se congrega en iglesias cristianas o católicas del municipio o de la región. Es un municipio que protege la libre expresión religiosa.

### Patrimonio
- Laguna del Cerro.
- Palacio Municipal.
- Piedra pintada de La Fragua: Una de las pocas y excepcionales muestras de pictografía en blanco de la región.
- La Piedra Escrita.

### Festividades
- Enero: El 6 de enero se celebra la visitación de los sabios de oriente.
- Marzo-Abril: Semana Santa: Se representa el viacrucis cada año en una vereda o sector distinto del municipio.
- Mayo-Junio: según corresponda el festivo, se realiza el Festival de Música Guasca y Carrilera, con la participación de grupos de dichos géneros musicales que llegan de distintas partes del país y participan en el concurso que se realiza.
- Octubre: En octubre, para el día festivo, se realizan las tradicionales Ferias y Fiestas, que dura tres días, en los que se realiza una cabalgata, exposición equina y bovina, corrida de toros (novillada) presentación de artistas populares, grupos y orquestas que amenizan la noche, verbenas populares, entre otras atracciones.
- Diciembre: En diciembre se realiza la Novena de Aguinaldos y cada día en un sector distinto del municipio; luego del acto litúrgico tiene lugar una velada con presentación de actos que los habitantes preparan para amenizar la noche. La Navidad y la fiesta de año nuevo tienen lugar en la plaza principal del municipio y posteriormente se continúa con una velada.

## Símbolos

### Bandera
La bandera o pabellón de Machetá está compuesta por cuatro franjas horizontales, la superior y la inferior del doble de tamaño que las dos del medio, con los siguientes colores y significados:
- Blanco: La primera franja superior es de color blanca, y simboliza la paz que debe reinar entre los pobladores del municipio.
- Verde: La segunda franja, de color verde, simboliza la esperanza de un futuro mejor, los verdes campos del municipio y su riqueza agrícola y ambiental.
- Rojo: La tercera franja, de color rojo, simboliza la sangre derramada en Machetá durante la época de la Independencia.
- Azul: La cuarta franja, de color azul, simboliza la riqueza hídrica del municipio y la tranquilidad de sus habitantes.

### Escudo
El escudo o blasón de Machetá es de forma española, con una leyenda en los bordes blancos que dice en letras mayúsculas: MACHETÁ VUESTRA HONROSA LABRANZA. 
En el cuartel superior, sobre fondo blanco, hay una figura humana formada por 17 hexágonos que representan 17 veredas fundacionales del municipio; esta figura tiene apariencia de panal de abejas porque simboliza la integración, laboriosidad y trabajo de los machetunos. En el cuartel inferior, sobre fondo azul, aparece el mapa de Machetá en color blanco. En la mitad aparecen dos franjas, verde y roja, con lo que se completan los colores de la bandera del municipio.

## Historia

### Época precolombina
En la época precolombina, los muiscas tenían caseríos en las actuales veredas de Lotavita, Mulatá y Casadillas, y estaban organizados en tres familias principales: Gacha, Bulansuque y Boylaca. Se tiene noticia de un utatiba (gobernante local) de Machetá llamado Tuaquirá, que era tributario de Guatavita. Los habitantes de la provincia de Hunza solían entrar al Zipazgo por el Boquerón de Machetá.

### Nuevo Reino de Granada
A comienzos de julio de 1593 llegó al Valle de Tenza el oidor Miguel de Ibarra, quien, luego de fundar el nuevo pueblo de Tibirita el día 7 u 8, congregando en él a los de Manta, pasó a Machetá el 9 o 10, y practicadas las diligencias acostumbradas fundó el pueblo de indios por auto dado el 11 de julio de 1593, según consta en el acta de fundación:

En el pueblo de Machetá, a once días del mes de julio de mil y quinientos y noventa y tres años, el señor Licenciado Miguel de Ibarra, Oidor y Visitador General del Partido y distrito de la ciudad de Santafé, dijo: «Que por cuanto su merced ha visto por vista de ojos todas las tierras del sitio de esta población de Machetá, y conforme a lo que de la dicha vista y diligencias en la visita hechas ha resultado, ha mandado poblar a los indios en las partes y sitios que en el auto de la dicha población quedan declarados, y por que los que en este dicho sitio se han de poblar son casi trescientos indios útiles con sus mujeres, hijos y familias, que son otra mucha cantidad, cuyo número consta y parece por la lista y descripción de este dicho pueblo hecha por la razón que en ella se puso al cotejar de la dicha lista con la hecha por el Corregidor de este partido, de donde resulta la cantidad de indios que en este dicho sitio se han de poblar, atento a lo cual, considerado el número de los dichos indios en los tratos y granjerías que tiene y la calidad y cantidad de la tierra...»

El primer encomendero de Tibirita y Machetá fue don Cristóbal Arias de Monroy, natural de la villa de Almodóvar del Campo, quien fue soldado del adelantado Gonzalo Jiménez de Quesada. De don Cristóbal heredó la encomienda su hija, doña Francisca Arias de Monroy, esposa de don Francisco Estrada, alguacil mayor de Santafé de Bogotá; otra franja de territorio la habría heredado un hijo de don Cristóbal llamado Jesús Monroy. Los dominios de la encomienda de Machetá se extendían hasta Tibirita y parte de Manta. En 1595, doña Francisca figuraba también como encomendera de Manta, Subachoque y Nocaima.
En 1601, don Francisco Estrada, esposo de la encomendera de Machetá, y el cacique don Juan, hijo del cacique don Diego, iniciaron pleito contra doña María Maldonado Carvajal y su hijo don Francisco de Novoa por la posesión de tierras en el Boquerón de Machetá, con fundamento en títulos de propiedad de don Andrés Vázquez de Molina, encomendero de Chocontá. El 30 de junio de 1615, Novoa actuaba como tal representado por su madre. En 1636 doña Francisca vendió las tierras de Hato Viejo (hoy Villapinzón) a Juan Rubio de Contreras y Diego de Montañes y el 3 de noviembre de 1655, un año antes de su muerte en Honda, cedió las encomiendas de Manta y Tibirita a doña Constanza del Prado Beltrán de Guevara, lo que originó pleito con los legítimos sucesores.
Posteriormente, la encomienda de Machetá le fue asignada a don Juan de Rivera, que había sido soldado de Nicolás de Federmán. Rivera no tuvo hijos, por lo que a su muerte la encomienda pasó a manos de su esposa, doña María Salazar, quien contrajo segundas nupcias con don Francisco Dalva.
En 1603, la Real Audiencia de Santafé comisionó al oidor Luis Enríquez para que repoblara los pueblos de Tibirita y Machetá, lo cual efectuó el oidor por auto del 5 de noviembre de ese año. El 23 de junio de 1609 se registró la primera partida de matrimonio de Machetá, entre Alonso Suavilapa y Magdalena Guitanra, firmada por el cura Francisco García. 

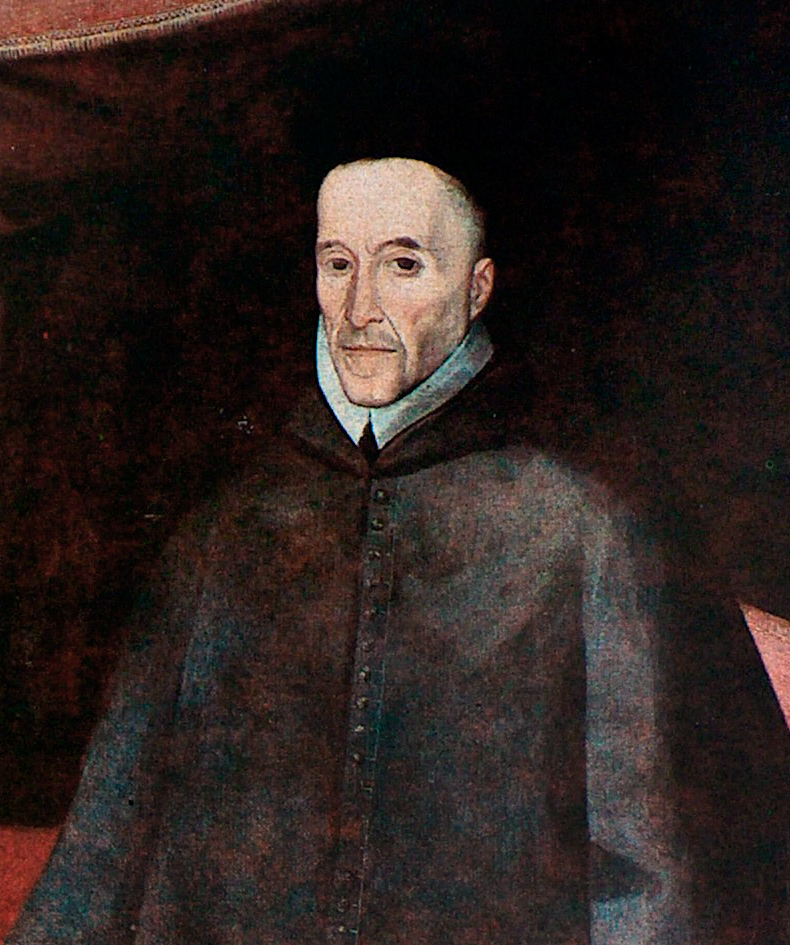
El arzobispo Fernando Arias de Ugarte visitó Machetá en 1619.

El 12 de noviembre de 1619 llegó en visita pastoral desde Santafé el arzobispo Fernando Arias de Ugarte, siendo cura de Machetá el padre Diego Romero. 
Hacia 1628, el fraile y sacerdote dominicano fray Juan de Pereira, doctrinero de Chocontá, logró la conversión de un anciano indígena en su lecho de muerte; antes de morir, el anciano le dijo que en el Boquerón de Machetá había una cueva en la que se escondía un ídolo muisca, y que allí iban los demás indígenas a adorarlo. El padre Pereira logró la confesión de otros indígenas, y como penitencia les hizo arrojar el ídolo a un río.
En febrero de 1639 el oidor Gabriel de Carvajal visitó la población de Machetá, continuando la adjudicación de tierras iniciada por el oidor Miguel de Ibarra. Del 2 de octubre de 1639 se conserva la segunda partida de bautismo registrada en Machetá, correspondiente al niño Miguel, hijo de Tomás Sacristán y de su mujer Micaela, firmada por el cura Cristóbal de Hormaca.

### Virreinato de Nueva Granada
El 31 de marzo de 1756 llegó en visita oficial el fiscal Andrés Verdugo y Oquendo, quien reportó que la población indígena se había reducido, y que sumaban solo 243 personas. Al mes siguiente llegó don Vicente de Peñalver, quien constató la reducción de los indígenas y el aumento de la población mestiza, que llegaba a 586 personas, repartidas en 110 familias. 
El 10 de enero de 1765 se realizó un censo en la población, en el que se registró un aumento de la población indígena, con 336 personas. El aumento de la población hizo posible que los vecinos de Machetá solicitaran a la Real Audiencia la elevación del pueblo a la categoría de parroquia. 
El 11 de febrero de 1779 llegó a Machetá, en visita oficial, el fiscal Francisco Antonio Moreno y Escandón, quien constató que la población indígena vivía dividida en tres capitanías: Gacha, Bulansuque y Boylaca. En 1794 era cura de Machetá el padre Diego Franqui.

### Época de la Independencia
En 1810, mientras se producía los acontecimientos del 20 de julio, era alcalde de Machetá don Gabriel Ramírez. El regimiento de la población sumaba cuarenta hombres.
Durante la época de la Independencia, Machetá sirvió de cuartel general para la guerrilla independentista de los Almeidas, lo mismo que Tibirita, Manta, Guateque y el Valle de Tenza. El coronel realista Carlos Toirá hizo fusilar a varios de sus integrantes en la plaza de Machetá:
- Candelaria Forero, natural de Machetá, fusilada el 26 de noviembre.
- José Antonio Barahona y María Josefa Esguerra, naturales de Zipaquirá, fusilados el 26 de noviembre.
- Ignacio BIas Ramírez, fusilado el 27 de noviembre.
- Diego Galarza, fusilado el 28 de noviembre.

El independentista Juan José Neira fue capturado en Chocontá por el coronel Toirá, quien lo envió prisionero a Santafé para ser juzgado y ejecutado. Sin embargo, en su paso por Machetá, cuando lo conducían con los brazos atados sobre un caballo, y con un soldado en ancas, mientras pasaban por un precipicio, Neira se tiró del caballo. El soldado que lo tenía atado tuvo que soltar la cuerda, y los realistas lo dieron por muerto, pero Neira sobrevivió.

### SigloXIX
En junio de 1863 se sublevó en Machetá el guerrillero Ramón Carranza contra el gobierno del general Justo Briceño, y el día 22 con su guerrilla se tomó la plaza de Chocontá.

### SigloXX
En 1911 fue demolida la iglesia colonial para iniciar la construcción de la iglesia parroquial actual, sobre plano del arquitecto Jacinto Hernández; la construcción fue terminada el 31 de octubre de 1950 por Neftalí Corredor.
Actualmente, es un municipio caracterizado por su tranquilidad y seguridad, además de su población trabajadora y amable.

## Geografía

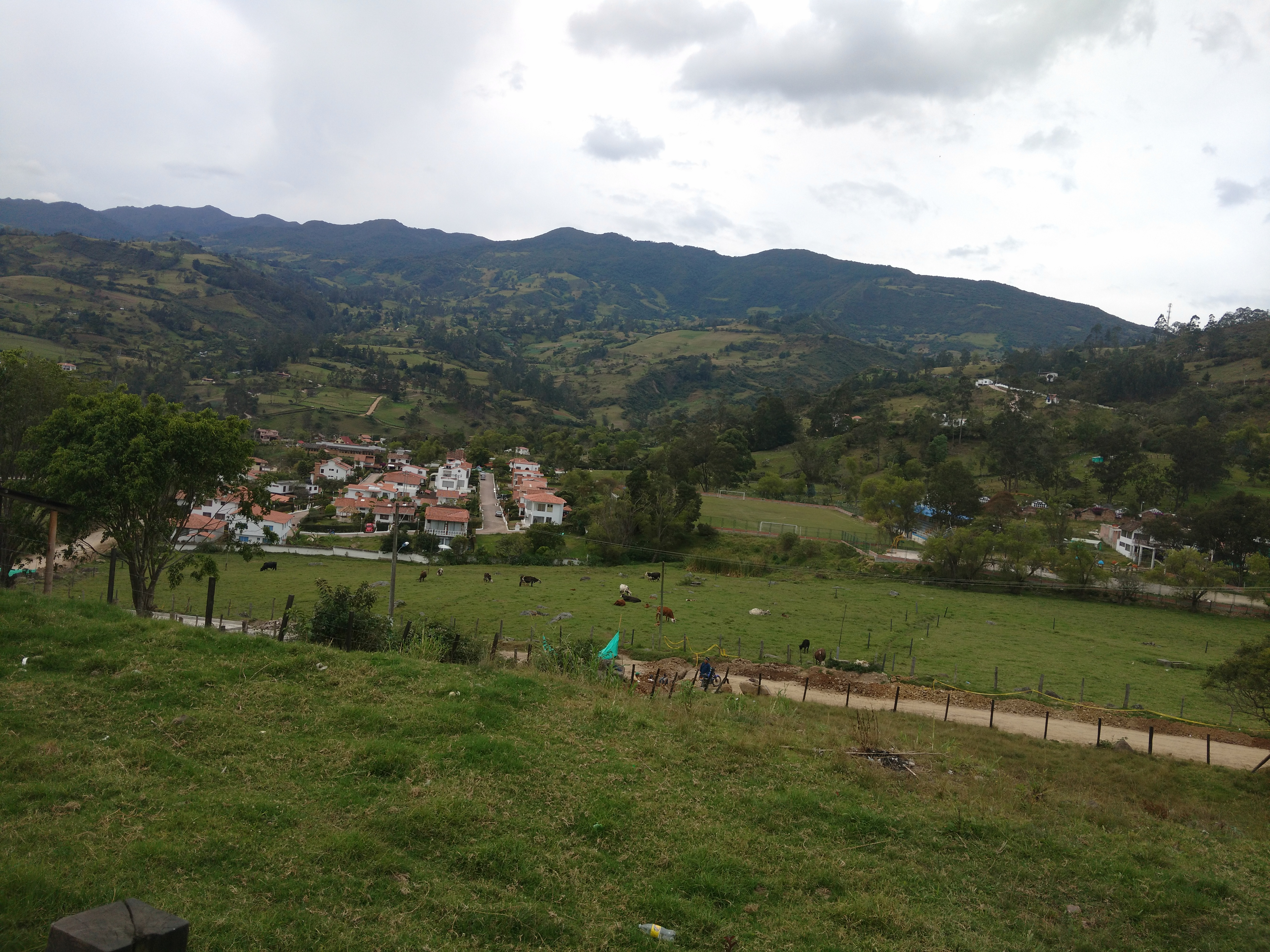
Vista de un sector de Machetá.

El municipio de Machetá es conocido como la Puerta de Oro del Valle de Tenza, debido a que en esta comarca se inicia la formación.

### Límites municipales
| Noroeste: Chocontá                       | Norte: Chocontá                                              | Nordeste: Tibirita (Río Machetá Ruta Nacional 56) |
| Oeste: Chocontá                          |                                                              | Este: Manta                                       |
| Suroeste: Sesquilé (Páramo de Guantafur) | Sur: Límites entre Guatavita y Gachetá (Páramo de Guantafur) | Sureste: Gachetá                                  |

### División administrativa
El área urbana del municipio tiene una extensión de 5,35 km², mientras que el área rural, integrada por 23 veredas, tiene una extensión de 224 km². Las que integran el área rural son las siguientes: Agua Blanca, Belén, Casadillas Alto, Casadillas Bajo, Gazuca Alto, Gazuca Bajo, Guina Alto, Guina Bajo, Llano Largo, Lotavita, Mulatá Alto, Mulatá Bajo, Quebrada Honda, Resgualdo Alto, Resgualdo Bajo, San Bernabé, San Isidro Alto, San Isidro Bajo, San José, Santa Librada, San Luis, San Martín, Solana.

## Instituciones educativas
Machetá cuenta 23 centros educativos rurales dirigidos por el Director de Núcleo Educativo. 
La Institución Educativa Departamental Juan José Neira ofrece los niveles de preescolar, básica primaria, secundaria y media técnica con énfasis en cárnicos y lácteos. 
El Colegio CAFAM tiene los niveles de primaria, bachillerato académico nocturno y un sistema de aprendizaje tutorial SAT (solo los días sábados). donde se destaca la granja integral con producción agroindustrial.
La Escuela Familiar Agropecuaria (EFA), es una institución privada con grados de 6.º a 11.º, pero con el método de la alternancia. Una semana los estudiantes permanecen internos en el centro educativo recibiendo clases, y a la siguiente semana van a desarrollar los proyectos pedagógicos de sus fincas, de acuerdo a lo aprendido en clases. Los monitores o profesores realizan visitas domiciliarias en esa semana.
En el área urbana también hay un jardín infantil privado, y en el sector urbano y rural hay cinco hogares del Instituto Colombiano de Bienestar Familiar (ICBF).

## Machetunos ilustres
- Ramón Carranza, guerrillero que se sublevó en contra del general Justo Briceño en 1863.
- Diego Fernando Castañeda, actor.[cita requerida]
- Monseñor Juan Bernardo Sánchez Muñoz, fundador de una comunidad religiosa y de varios colegios en Bogotá.
- Maestro José de Jesús Rodríguez Vela (natural de Tocaima, Cundinamarca), director de la banda municipal en los años 80 y 90, quien la llevó a ganar el concurso nacional de bandas en Paipa en el año 1985.[18]
- Mercedes Bermúdez de Suárez, pionera de la artesanía en fique.
- José Álvaro Sandoval Sandoval (Machetá 1930 - Chía 2020) Comunicador. Representante de Lions International ante diversos países de Latinoamérica (Chile, Perú, Bolivia, Colombia, Venezuela, Ecuador, México, Centroamérica y el Caribe) entre 1965 y 2005. Gran ejecutor de proyectos de filantropía y ayudas sociales a través de la fundación de Clubes de Leones en el mundo. Socio del equipo de fútbol Independiente Santa Fe y miembro de su comités de Relaciones Públicas durante varios periodos.